# Raïon de Salsk
Le raïon de Salsk (en russe : Сал́ьский райо́н, Sal’ski raïon) est une subdivision de l'oblast de Rostov, en Russie. Son centre administratif est Salsk.

## Géographie
Le raïon de Salsk couvre 3 499 km2 et est situé au sud-est de l’oblast de Rostov, sur la rive gauche du Manytch.

## Histoire
Le raïon est créé en 1924 et prend ses frontières actuelles en 1965.

## Population
La population de ce raïon s'élevait à 103 472 habitants en 2016.

## Subdivisions territoriales
Le raïon comprend la communauté urbaine de Salsk et dix communautés rurales :
- Communauté rurale de Boudiennovskoïe
- Communauté rurale de Gigant
- Communauté rurale de Iekaterinovka
- Communauté rurale de Ivanovka
- Communauté rurale de Kroutchionnaïa Balka
- Communauté rurale de Stepnoï Kourgane
- Communauté rurale de Novy Iegorlyk
- Communauté rurale de Rybassovo
- Communauté rurale de Sandata
- Communauté rurale de Ioulovski